# Debeli rtič
Debeli rtič (italijansko Punta Grossa) je rt na skrajnem severnem koncu slovenske obale ob italijanski meji. Na njem ni nastalo nobeno večje naselje, ampak le posamezne hiše, mladinsko zdravilišče Debeli rtič in nekaj počitniških hišic Ministrstev za obrambo in za notranje zadeve, zato tudi ni bil podvržen večjemu onesnaževanju. Tako se je ob njegovi obali in tudi na njem ohranila neokrnjena narava in izjemno pestrost, kot le še na redkih območjih kratke slovenske obale. Zaradi tega sta danes obala in park na Debelem rtiču tudi zavarovana. Na njem  velja tudi poseben režim, saj je prepovedan vsak poseg, ki bi poškodoval ali uničil naravno dediščino. Tako ni dovoljeno kampiranje, kurjenje, gradbena dela in še mnoge druge aktivnosti, ki bi lahko škodile naravi. Veliko vlogo pri ohranjanju narave in vzdrževanju zaščitenega parka in naravnega spomenika ima tudi Mladinsko zdravilišče Debeli rtič, saj je odlično vključeno v okolico. Ozemeljsko-upravno spada v Občino Ankaran.

## Naravni spomenik
Zavarovano območje naravnega spomenika obsega približno 800 metrov obale ter 200-metrski pas obalnega morja, kar obsega obalo na skrajnem zahodnem delu rta vključno z robom in steno klifa ter abrazijsko teraso. Na tem zavarovanem območju je prepovedan vsak poseg, ki bi razvrednotil, poškodoval ali uničil naravno dediščino in njeno svojevrstnost.

## Park
Debeli rtič na skrajnem koncu slovenske obale pa je zaradi svojega težkega dostopa ostal eden izmed najbolj neokrnjenih delov slovenske morske obale. Najbrž zato tudi ni naključje, da je Rdeči križ Slovenije leta 1955 za gradnjo mladinskega zdravilišča izbral ravno zemljišče na njem. Na 7 hektarjih takrat zaraščenih in zapuščenih rastlin je s preureditvijo in zasaditvijo rastlinja ustvaril park. Vendar to ni bilo vse, saj so načrtovalci parka spoštovali naravne znamenitosti in gradnjo prilagodili le-tem, tako da je vse kar je antropogenega nastanka v skladu z naravnimi zakonitostmi. V kompleks mladinskega zdravilišča so smiselno vključili tudi dve že obstoječi zgradbi, tako da je zdravilišče kar potopljeno med zelenje.
Prevladujejo sadne vrste katerih značilni predstavniki so oljka, kostanj, grenki pomarančevec, limona, mandarina, oreh, bananovec, datljeva palma, kaki, sliva, robida in granatno jabolko, vendar najdemo tudi veliko okrasnih rastlin, kot npr. artičoka.